# Деймън Найт (награда)
Мемориалната награда „Деймън Найт Гранд Мастър“ (на английски: Damon Knight Memorial Grand Master Award), известна и като „Гранд Мастър Небюла“ (Grand Master Nebula) е литературна награда на Асоциацията на писателите на научна фантастика и фентъзи в Америка (SFWA).
Наградата се връчва на живи писатели за техния цялостен принос в научната фантастика и/или жанра фентъзи. Официално Grand Master не е от наградите „Небюла“, въпреки че се връчва на същата церемония. Първоначално името на наградата е Grand Master Award, но през 2002 г. е преименувана в чест на американския автор на научна фантастика Деймън Найт.

## Носители
С отличието „Гранд Мастер“ са удостоени над 30 автори в 40-годишната история на наградата (от 1974/1975 г.)
- 1975 Робърт Хайнлайн
- 1976 Джак Уилямсън
- 1977 Клифърд Саймък
- 1978 –
- 1979 Лион Де Камп
- 1980 –
- 1981 Фриц Лейбър
- 1982 –
- 1983 –
- 1984 Андре Нортън
- 1985 –
- 1986 Артър Кларк
- 1987 Айзък Азимов
- 1988 Алфред Бестър
- 1989 Рей Бредбъри
- 1990 –
- 1991 Лестър дел Рей
- 1992 –
- 1993 Фредерик Пол
- 1994 –
- 1995 Деймън Найт
- 1996 Алфред ван Вогт
- 1997 Джак Ванс
- 1998 Пол Андерсън
- 1999 Хал Клемънт
- 2000 Брайън Олдис
- 2001 Филип Фармър
- 2002 –
- 2003 Урсула Ле Гуин
- 2004 Робърт Силвърбърг
- 2005 Ан Маккафри
- 2006 Харлан Елисън
- 2007 Джеймс Гън
- 2008 Майкъл Муркок
- 2009 Хари Харисън
- 2010 Джо Холдеман
- 2011 –
- 2012 Кони Уилис
- 2013 Джийн Улф
- 2014 Самюъл Дилейни
- 2015 Лари Нивън
- 2016 Каролайн Чери
- 2017 Джейн Йолен
- 2018 Питър Бийгъл
- 2019 Уилям Гибсън